# Haemalea ustaria
Haemalea ustaria là một loài bướm đêm trong họ Geometridae.